# 刘器钧
刘器钧（1881年9月30—1958年12月），字质卿，湖南省宁乡县东湖塘泉塘湾村刘家湾人。民主革命家，教育家、数学家、测量学家。

## 生平
1901年入湖北振武学堂，1902年以宁乡县第—个公费留日生身份留日，在东京物理学校数科兼陆地测量部三角科毕业。后赴德进修测量学一年，1910年归国任京师陆军测绘学堂教习，1911年清授学部格致科例授举人。
辛亥革命后任山西省、陕西省测量局局长。1912年应黄兴电召任南京临时政府陆军部参谋本部测量局三角科科长。后任北洋政府参谋本部科长。护国将军蔡锷在京时在其下任职。后任北洋政府参谋本部测量总局局长、总监。
1932年9月任中央陆地测量学校少将校长，1940年改任中央陆地测量学校教育长。1942年任中央陆地测量学校总监。国民政府军事委员会参议。1946年7月31日授中将衔。回乡在靳江中学任教。
1949年后主动要求刘家湾大屋分给贫下中农，并倡议部分房屋开办刘家湾小学。1953年被聘为湖南省文史馆馆员，编修测量学校教材，主导完成中华人民共和国地形图测绘制作，被评为全国劳动模范。病逝于长沙。